# فيل دي غلانفيل
فيل دي غلانفيل (بالإنجليزية: Phil de Glanville)‏ هو لاعب اتحاد الرغبي وطبيب بريطاني، ولد في 1 أكتوبر 1968 في لوفبرا في المملكة المتحدة.

## وصلات خارجية
- فيل دي غلانفيل على موقع دوري الرغبي الممتاز (الإنجليزية)
- فيل دي غلانفيل عل موقع إسبنسكروم (الإنجليزية)
- فيل دي غلانفيل على موقع ItsRugby.co.uk (الإنجليزية)